# Teresa Billington-Greig
Teresa Billington-Greig (Preston, 15 ottobre 1877 – Londra, 21 ottobre 1964) è stata un'attivista britannica.

## Biografia
Teresa Billington-Greig nacque a Preston, nel Lancashire nel 1877 e crebbe a Blackburn. Sebbene provenisse da una famiglia cattolica, Billington-Greig infastidì i suoi genitori quando divenne agnostica mentre era ancora adolescente. Dopo aver lasciato la scuola senza qualifiche, divenne apprendista nel mestiere di modisteria. Tuttavia scappò di casa e frequentò dei corsi serali per diventare un'insegnante. Lavorò in una scuola cattolica a Manchester, studiando all'Università di Manchester nel tempo libero. Da lì Billington-Greig si unì al servizio della Scuola di Educazione Municipale dove le sue convinzioni religiose la portarono in conflitto con i suoi superiori. Tuttavia, attraverso il Comitato per l'istruzione, incontrò Emmeline Pankhurst nel 1903 che lavorava in una scuola ebraica, mentre nello stesso anno divenne membro e organizzatrice dell'Independent Labour Party. Nell'aprile 1904 fu fondatrice e segretaria onoraria della filiale di Manchester della Equal Pay League all'interno della National Union of Teachers.
Nel 1904 fu nominata dalla Women's Social and Political Union (WSPU) come una delle loro oratrici itineranti. Fu mandata a Londra con Annie Kenney, che aveva ispirato con il suo "martello della logica e della fredda ragione" come relatrice, per promuovere il movimento e creare un'organizzazione con sede a Londra, che alla fine divenne la sede dell'Unione. L'anno successivo le fu chiesto di diventare la seconda organizzatrice a tempo pieno da Keir Hardie nel suo lavoro con il partito laburista e in questa veste organizzò pubblicità e manifestazioni, incluso il 25 aprile 1906, svelando uno striscione con la scritta "Votes for Women" dalla Ladies Gallery durante un dibattito alla Camera dei Comuni. Nel giugno 1906 Billington-Greig fu arrestata in una rissa fuori dalla casa di H. H. Asquith e successivamente condannata a una multa oppure a due mesi nella prigione di Holloway. Fu la prima suffragetta ad essere inviata nella prigione di Holloway, anche se un anonimo lettore del Daily Mirror pagò la multa. Nel giugno 1906 fu mandata ad organizzare la WSPU in Scozia e influenzò Janie Allan tra molte altre, e fu qui che sposò Frederick Lewis Greig nel 1907. Prima di allora aveva aiutato la WSPU a portare avanti le campagne contro il candidato liberale a Huddersfield con Emmeline Pankhurst e Annie Kenney, impressionando l'attivista Hannah Mitchell. Tuttavia le crescenti differenze con i Pankhurst portarono alle sue dimissioni da organizzatrice WSPU, sebbene rimase nel gruppo come membro fino all'ottobre 1907.
Nell'ottobre 1907 la signora Pankhurst sospese la costituzione e assunse il governo della WSPU con sua figlia Christabel Pankhurst. Diversi membri di spicco lasciarono la WSPU, tra cui Billington-Greig, Edith How-Martyn, Charlotte Despard e Alice Abadam. Billington-Greig quindi fondò la Women's Freedom League (WFL) il cui motto era Dare to be Free governata sulla base della democrazia organizzativa. Billington-Greig fu inizialmente nominata segretaria organizzatrice onoraria nazionale per la Lega.
Tuttavia si dimise ancora una volta nel 1910 quando la WFL intraprese una nuova campagna di militanza dopo la sconfitta del disegno di legge di conciliazione.
Sebbene non si unì immediatamente a un'altra organizzazione, Billington-Greig continuò a scrivere e a tenere discorsi per tutta la vita. Si prese cura anche di sua figlia Fiona, nata nel dicembre 1915, e sostenne la compagnia di tavoli da biliardo del marito. Il suo unico lavoro organizzativo fino al 1937 fu nel campo dello sport, compresa la fondazione della Women's Billiards Association. Si unì ancora una volta alla Woman's Freedom League lavorando per il Comitato elettorale delle donne. Dopo la seconda guerra mondiale tale gruppo prese la denominazione di Women for Westminster. Successivamente prese parte alla conferenza sul punto di vista femminile (1947–1951) e dopo il 1958 fu membro del Six Point Group mentre scriveva il suo racconto del movimento del suffragio.
Aveva un vivo interesse per la storia del movimento per il suffragio, tant'è che scrisse molte biografie al riguardo. Alcuni di queste sono state utilizzate per i necrologi del Manchester Guardian. I suoi scritti a favore della causa delle donne (ma in una certa misura critici nei suoi confronti) includevano The Militant Suffrage Movement, pubblicato nel 1911. I suoi articoli critici della politica del movimento per il suffragio includono Feminism and Politics, pubblicato sul Contemporary Review nel 1911, in cui scrisse, "non c'è organizzazione femminista né programma femminista. E sebbene la prima non sia essenziale, il secondo lo è." In The Feminist Revolt: An Alternate Policy sostiene che "[il] movimento militante si è mantenuto stretto e per timore di toccare la vita si è ammantato di artificio e ipocrisia." Al posto dei metodi militanti allora comuni (attacchi alla proprietà, per esempio), raccomandava che le suffragiste provassero nuove tattiche: "Su una questione [una] protesta potrebbe essere fatta all'interno del tribunale di polizia, su un'altra fuori, in riunioni pubbliche e stampa pubblica. . . Scioperi e boicottaggi potrebbero essere impiegati su nuove linee femministe." Scrisse innumerevoli articoli per una varietà di riviste. I suoi interessi erano ampi ed era coinvolta in un gran numero di organizzazioni femminili. Aveva opinioni forti su una varietà di argomenti di interesse pubblico, ma soprattutto sull'uguaglianza tra i sessi nell'istruzione e nel matrimonio. Morì nel 1964.

## Riconoscimento postumo
Il suo nome e la sua immagine (e quelli di altre 58 sostenitrici del suffragio femminile) si trovano sul piedistallo della statua di Millicent Fawcett a Parliament Square di Londra, inaugurata nel 2018.